# Symplecta (Symplecta) echinata
Symplecta (Symplecta) echinata is een tweevleugelige uit de familie steltmuggen (Limoniidae). De soort komt voor in het Palearctisch gebied.